# Elkins (Nyugat-Virginia)
Elkins település az Amerikai Egyesült Államok Nyugat-Virginia államában, Randolph megyében, melynek megyeszékhelye is. Lakosainak száma 6934 fő (2020. április 1.).

## Népesség
A település népességének változása:

| 2010 | 7 094 |
| 2020 | 6 934 |